# El Lazarillo de Tormes (pel·lícula)
El Lazarillo de Tormes és una coproducció hispano-italiana dirigida per César Fernández Ardavín. Està basada en la novel·la homònima del segle xvi. Va obtenir l'Os d'Or del Festival de Berlín el 1960. Es va estrenar a Espanya el 16 de novembre de 1959 al cine Callao i a Itàlia l'abril de 1964 sota el nom de Lazarillo di Tormes. També va ser estrenada als Estats Units el 4 d'abril de 1963.

## Argument
La pel·lícula se centra en la infantesa de Lazarillo (Marco Paoletti) jove de família molt humil que és confiat per la seva mare a un cec (Carlos Casaravilla) perquè li serveixi d'aprenent. Després servirà a un capellà i un escuder.

## Repartiment
- Marco Paoletti - Lazarillo.
- Carlos Casaravilla - el cec.
- Juanjo Menéndez - escuder
- Memmo Carotenuto - còmic.
- Antonio Molino Rojo - agutzil
- Margarita Lozano - Antona.

## Premis i nominacions
10è Festival Internacional de Cinema de Berlín
| Any  | Categoria | Pel·lícula             | Resultat   |
| ---- | --------- | ---------------------- | ---------- |
| 1960 | Os d'or   | El Lazarillo de Tormes | Guanyadora |

Medalles del Cercle d'Escriptors Cinematogràfics
| ! Categoria       | Candidat                | Resultat   |
| ----------------- | ----------------------- | ---------- |
| Millor pel·lícula | El Lazarillo de Tormes  | Guanyadora |
| Millor director   | César Fernández Ardavín | Guanyador  |
| Millor fotografia | Manuel Berenguer        | Guanyador  |
| Millor música     | Salvador Ruiz de Luna   | Guanyador  |

Premis del Sindicat Nacional de l'Espectacle
| Any  | Categoria         | Pel·lícula             | Resultat                    |
| ---- | ----------------- | ---------------------- | --------------------------- |
| 1959 | Millor pel·lícula | El Lazarillo de Tormes | Mención especial del jurado |